# Rifugio Dordona
Il rifugio Dordona è un rifugio alpino che sorge in val Madre, nelle Alpi Orobie. È posto a poca distanza dal passo Dordona, ad un'altitudine di 1.930 m, all'interno del Parco delle Orobie Valtellinesi.